# Polydictya krisna
Polydictya krisna är en insektsart som beskrevs av George Willis Kirkaldy 1902. Polydictya krisna ingår i släktet Polydictya och familjen lyktstritar. Inga underarter finns listade i Catalogue of Life.